# Pachydissus aspericollis
Pachydissus aspericollis är en skalbaggsart som beskrevs av Leon Fairmaire 1887. Pachydissus aspericollis ingår i släktet Pachydissus och familjen långhorningar.
Artens utbredningsområde är:
- Angola.
- Botswana.
- Kenya.
- Moçambique.
- Zimbabwe.

Inga underarter finns listade i Catalogue of Life.